# Hermann Schäffer
Hermann Schäffer (* 1940 in Bad Mergentheim) ist ein deutscher Kirchenmusiker. Von 1998 bis 2006 war er Rektor der Hochschule für Kirchenmusik Heidelberg.

## Leben
Schäffer studierte zunächst Schulmusik in Stuttgart. Ein Stipendium ermöglichte ihm von 1963 bis 1964 ein Orgelstudium in Rom. Ab 1964 folgte die weitere Ausbildung an der Berliner Kirchenmusikschule. Dort legte er die B-Prüfung, 1967 das A-Examen extern in Stuttgart ab. Die Kreuzkirche in Düsseldorf war ab 1968 seine erste Stelle als Kirchenmusiker. Es folgten ab 1975 viele Jahre im Kantorenamt der Christuskirche Mannheim, ehe er 1998 zum Rektor der Hochschule für Kirchenmusik in Heidelberg ernannt wurde.